# Sonnenscheinpolitik
Die Sonnenscheinpolitik ist Teil von Südkoreas Außenpolitik gegenüber Nordkorea. Im Jahre 2000 hat der südkoreanische Präsident Kim Dae-jung dafür den Friedensnobelpreis erhalten.
Die Sonnenscheinpolitik wurde von Kim Dae-jung eingeführt, um die Teilung der Koreanischen Halbinsel friedlich zu lösen. Sie wurde von Kims Nachfolger Roh Moo-hyun offiziell weitergeführt. Die Sonnenscheinpolitik steht im Gegensatz zu vergangenen Programmen, die darauf abzielten, Nordkorea im Zaum zu halten.
Der Name Sonnenscheinpolitik kommt aus Aesops Fabel vom Sonnenschein und Nordwind, in der der kalte Nordwind vergeblich versucht, einem Menschen den Wintermantel auszuziehen. Dem Sonnenschein gelingt dies hingegen leicht. Das Hauptziel der Politik ist, Nordkorea zu einer Öffnung gegenüber dem Süden zu bewegen, indem Austausch und wirtschaftliche Unterstützung gefördert werden.

## Grundsatz
Die Sonnenscheinpolitik hat drei Grundsätze:
- keine militärische Aktion seitens des Nordens wird akzeptiert
- der Süden zielt ausgesprochen nicht darauf hin, sich den Norden einzuverleiben
- der Süden sucht aktiv nach Zusammenarbeit

## Hauptaspekte
Die Sonnenscheinpolitik basiert auf dem Glauben, dass das Regime in Nordkorea nicht in nächster Zeit in sich zusammenstürzt oder sich auflöst. Es wird nicht angenommen, dass die momentane Wirtschaftslage das Regime untergräbt, selbst wenn dies eine permanente Sachlage sein sollte.
Des Weiteren basiert die Sonnenscheinpolitik auf dem Glauben, dass militärische Spannungen durch bilaterale und multilaterale Abkommen verringert werden können. Dies hebt die Normalisierung von politischen und wirtschaftlichen Beziehungen zwischen den USA und Nordkorea als auch Japan und Nordkorea hervor.

## Allgemeine Richtlinien
- Innerkoreanischer Dialog wird aufrecht gehalten, indem man gegenseitig hochkarätige Delegationen entsendet. Dieser Punkt implementiert ein Grundsatzabkommen von 1991.
- Südkorea trägt 3,2 Milliarden US-Dollar (75 % der Gesamtkosten) für den Bau zweier Leichtwasserreaktoren in Nordkorea.
- Politik und Wirtschaft werden getrennt. Das bedeutet, dass legale Abläufe vereinfacht werden und Begrenzungen von südkoreanischem Investment in Nordkorea aufgehoben werden.
- Humanitäre Hilfe in Form von Nahrungsmitteln und Landwirtschaftshilfe wird nach Nordkorea geschickt. Dies sollte dem Norden helfen, die gegenwärtige Nahrungsmittelkrise zu überwinden.
- Familienwiedervereinigungen werden gefördert. Solche Vereinigungen erlauben ausgewählten Familien, die während der Teilung der Koreanischen Halbinsel im Koreakrieg getrennt wurden, in speziellen Treffen Verwandte aus dem anderen Landesteil zu treffen.